# Forget Me Not
Forget Me Not er en amerikansk stumfilm fra 1917 af Emile Chautard.

## Medvirkende
- Kitty Gordon som Stefanie Paoli.
- Montagu Love som Gabriel Barrato / Benedetto Barrato.
- Alec B. Francis som Marquis de Mohrivart.
- George MacQuarrie som Sir Horace Welby.
- James A. Furey som Sir Donald Verney.